# Мала Токмачка
Мала́ Токма́чка — село в Україні, у Пологівському районі Запорізької області, адміністративний центр Малотокмачанської сільської громади. Населення становить менше 100 осіб.

## Географія
Село Мала Токмачка розташоване на лівому березі річки Кінська, вище за течією за 2,5 км розташоване село Новопокровка, нижче за течією на відстані 2 км розташоване місто Оріхів, на протилежному березі — село Преображенка. Через село проходять автошлях територіального значення Т 0815 та залізнична лінія Запоріжжя II — Пологи, на якій розташовані станція Мала Токмачка та пасажирський зупинний пункт Судинська Балка.

## Історія
Першими поселенцями села були українці з Чернігівської, Полтавської та Київської губерній, які оселилися у 1783 році на місці колишнього ногайського аулу (у 1861 році з поселення відокремилося два села). У 1799 році була освячена дерев'яна церква Преображення Господнього, яка у 1858 році була оновлена приходом церкви та помічником Йосипом Янковським.
13 листопада 1876 року на честь Вознесіння Господнього була збудована й освячена кам'яна церква. Основною діяльністю селян було землеробство, у якому вони використовували валки, залізні борони, німецькі та американські плуги, жатки.
Під час організованого радянською владою Голодомору 1932—1933 років померло щонайменше 293 жителів села.
19 липня 2020 року в результаті адміністративно-територіальної реформи та ліквідації Оріхівського району село увійшло до складу Пологівського району.

### Російсько-українська війна
Від березня 2022 року село систематично обстрілюється російськими окупантами. Майже вщент зруйнована цивільна інфраструктура села.
11 червня 2022 року внаслідок обстрілу російськими окупантами згоріла вщент будівля місцевого органу влади — Малотокмачанської сільської ради.
18 липня 2022 року до Національної поліції України надійшло повідомлення про зруйновану територію виправної колонії у Малій Токмачці. Об'єкт постійно потрапляє під ворожий обстріл російських окупантів, які ще більше зруйнували парканну огорожу та безпосередньо саму територію колонії.
7 вересня 2022 року о 15:40 внаслідок російського обстрілу з РСЗВ «Град» загинуло три особи, семеро поранено. За інформацією голови Запорізької ОВА, постраждали цивільні люди, які отримували гуманітарну допомогу.
13 грудня 2022 року під час артилерійського обстрілу села смертельно поранено 83-річну місцеву жительку, пошкоджено її будинок і територію домоволодіння.
8 червня 2023 року за кілька кілометрів південніше села відбулась перша значна битва під час спроби прориву російської оборони в ході українського наступу на півдні України.
15 березня 2024 року військовослужбовці РФ здійснили 192 артудари по території Гуляйполя, Роботиного, Новодарівки, Малинівки, Малої Токмачки, Новоданилівки, Темирівки, Долинки, Вербового та Червоного.
19 квітня 2024 року ворог завдав 5 авіаційних ударів по Роботиному, Малій Токмачці та Новоандріївці. 32 БПЛА різної модифікації атакували Гуляйполе, Левадне, Роботине, Малу Токмачку, Малинівку і Новоандріївку. ️252 артобстріли завдано по території Гуляйполя, Малої Токмачки, Новоандріївки, Новоданилівки, Роботиного, Левадного та Малинівки.

## Населення
Згідно з переписом УРСР 1989 року чисельність наявного населення села становила 3447 осіб, з яких 1520 чоловіків та 1927 жінок.
За переписом населення України 2001 року в селі мешкали 3024 особи.

### Мова
Розподіл населення за рідною мовою за даними перепису 2001 року:
| Мова       | Відсоток |
| ---------- | -------- |
| українська | 96,08 %  |
| російська  | 3,82 %   |
| білоруська | 0,07 %   |

## Економіка
- Оріхівська виправна колонія № 88
- Ресорний цех Оріхівського заводу «Орсільмаш»
- ТОВ «Мала Токмачка»

## Об'єкти соціальної сфери
- Гімназія
- Заклад дошкільної освіти
- Будинок культури
- Амбулаторія[14].

## Пам'ятки
На території села є декілька курганів епохи бронзи і сарматських часів, з яких особливо великий курган «Червона могила».
Ботанічний заказник місцевого значення «Урочище Мала Токмачка» (159 га).

## Люди
- Штанько Іван Васильович (* 1938) — генерал-полковник внутрішньої служби України.